# 2. operativno območje varnostno informativne službe Maribor
2. operativno območje varnostno informativne službe Maribor je bilo pokrajinsko operativno poveljstvo v sestavi Varnostno obveščevalne službe Ministrstva za obrambo Republike Slovenije.

## Odlikovanja in nagrade
Leta 2004 je operativno območje prejelo častni znak svobode Republike Slovenije z naslednjo utemeljitvijo: »za izjemne zasluge pri obrambi svobode in uveljavljanju suverenosti Republike Slovenije«.